# McDonnell Douglas MD-80/MD-90
McDonnell Douglas MD-80 serija su dvomotornih mlaznih putničkih aviona srednjeg doleta. Nastali su modernizacijom i produženjem DC-9 aviona. Ovisno o broju klasa putnika i inačici zrakoplova mogu prevesti od 130 do 172 putnika. Uobičajeni raspored je 140 sjedala na redovnim komercijalnim linijama i 165 na nisko tarifnim letova. MD-80 je u komercijalne letove uveo Swissair u listopadu 1980. Nasljednici MD-80 serije su MD-90 u 1995. i MD-95/Boeing 717 u 1999. godini.

## Razvoj
Douglas je s razvojem DC-9 započeo 1960-ih kao dopuna velikog DC-8 ali za kratke rute. DC-9 je bio posve novi model aviona, s dva mlazna motora na zadnjem dijelu trupa i T-repom. U uski trup moglo se smjestiti 5 sjedala u jednom redu i prevesti od 80 do 135 putnika, ovisno o rasporedu sjedala i inačici aviona. MD-80 serija je bila druga generacija DC-9 aviona. Izvorno je nazvana DC-9-80 i DC-9 Super 80 a u redovni servis ušla je 1980. Sljedeća serija, MD-90, s letovima kreće 1995. godine. Posljednja inačica nastala na DC-9 avionu MD-95 koja je preimenovana u Boeing 717-200 nakon spajanja McDonnell Douglasa i Boeinga 1997.
S ukupno više od 2.400 proizvedenih komada DC-9 je jedan od najuspješnijih mlaznih putničkih aviona, odmah iza drugog Airbusa A320 s proizvedenih preko 3.000 dok prvo mjesto uvjerljivo drži Boeing 737 s više od 5.000 proizvedenih aviona.

## MD-80 serije
MD-80 serija je mlazni putnički zrakoplov srednje veličine namijenjen za srednje dolete koji je bio uveden 1980. godine. Zrakoplov ima karakterističan petoredni raspored sjedala. Izdužena je inačica DC-9-50 s većom maksimalnom težinom uzlijetanja (MTOW) i većim spremnicima za gorivo. Avion je dizajniran za česte kraće letove s 130-172 putnika, ovisno o inačici i broju klasa. Razvoj MD-80 serije počela je 1970-ih kao produženi DC-9-50. Dostupnost novih Pratt & Whitney JT8D motora pokrenula je ranije projekte iz serije: -55, -50 (produžena inačica) i -60. Dizajn se u kolovozu 1977. najviše usmjerio na osnovu inačice -55 i dobio oznaku "DC-9 Serija 80". Swissair je sa svojom narudžbom za 15 aviona i opcijom za još 5 pokrenuo projekt u listopadu 1977.
Serija 80 je prepoznatljiva po 4,34 m dužem trupu od onog na DC-9-50. Krila su redizajnirana i u korijenu i na njihovom vrhu što je dalo njihovo povećanje za 28%. Početna serija -80 svoj prvi let je imala 19. listopada 1979. S redovnim letovima zrakoplov je krenuo 1980. Izvorna letna dozvola izdana je pod inačicom DC-9, ali je to u srpnju 1983. kao reklamni potez promijenjeno u MD-80. Inačice iz ove serije su MD-81/82/83 i skraćeni MD-87, iako u njihovom formalnom certifikatu stoji DC-9-81/82/83. Samo MD-88 je dobio oznaku "MD" u dozvoli (i kasnije i MD-90).
Na MD-80 modernizirana je pilotska kabina i avioelektronika, na avionu su napravljene aerodinamične nadogradnje i ugrađeni jači, učinkovitiji i tiši JT8D-200 motori. Proizvodnja MD-80 je završila 1999. godine. Znakovita je i činjenica kako korisnici kao što su American Airlines i Alitalia u dokumentaciji zrakoplov vode kao "Super 80" ili "SP80". Usporedivi avioni s MD-80 su Boeing 737 (posebice 737-400 inačica) i Airbus A320.

#### Usporedba
|              | MD-81                       | MD-82/-88                            | MD-83                       | MD-87                       |                       |                       |
| Putnici      | 155 (2 class) 172 (1 class) | 152 (2 class) 172 (1 class)          | 155 (2 class) 172 (1 class) | 130 (2 class) 139 (1 class) |                       |                       |
| MTOW         | 64.000 kg                   | 67.800 kg                            | 72.600 kg                   | 64.000 kg                   |                       |                       |
| Dolet        | 2.910 km                    | 3.800 km                             | 4.640 km                    | 4.440 km                    |                       |                       |
| Putna brzina | 0.76 Macha (811 km/h)       | 0.76 Macha (811 km/h)                | 0.76 Macha (811 km/h)       | 0.76 Macha (811 km/h)       | 0.76 Macha (811 km/h) | 0.76 Macha (811 km/h) |
| Dužina       | 45,1 m                      | 45,1 m                               | 45,1 m                      | 39,7 m                      |                       |                       |
| Raspon krila | 32,8 m                      | 32,8 m                               | 32,8 m                      | 32,8 m                      |                       |                       |
| Visina       | 9,05 m                      | 9,05 m                               | 9,05 m                      | 30 ft 5 in 9,3 m            |                       |                       |
| Motori (2 x) | P&W JT8D-209 od 82,29 kN    | P&W JT8D-217A/C ili -219 od 88,96 kN | P&W JT8D-219 od 93,41 kN    | P&W JT8D-217C od 88,96 kN   |                       |                       |

## MD-90
McDonnell Douglas izgradio je 1,159 zrakoplova MD80 serije od 1979. do 1999. godine. MD90 je sljedeća generacija zrakoplova proizašla iz Douglas-a DC9. MD-90 je dvomotorni mlazni putnički avion srednjeg doleta a svoj prvi let imao je 22. veljače 1993. godine. Prva isporuka bila je 1995. američkoj Delti. Glavne razlika od MD-80 su efikasniji i štedljiviji mlazni motori International Aero Engines V2500 (najsnažniji i najteži motori ugrađeni na zadnji dio trupa nekog putničkog zrakoplova) i duži trup aviona u koji stane od 153 do 172 sjedala. Kao i kod MD88 kabina pilota (Glass cockpit) opremljena je modernim EFIS sustavom.
MD-90 je proizvođen u blizini zračne luke Long Beach u Kaliforniji, SAD, (dva zrakoplova proizvedena su u Šangaju u Kini). Izrađivan je u dvije inačice: -30 s doletom od 3.860 km i 30ER koji je i uz svoju veću težinu, s dodatnim spremnicima za gorivo imao dolet od 4.426 km. Ponuđena je inačica -50 s još većim doletom ali za nju nije bilo narudžbi. 29 aviona MD-90 koji su isporučeni za Saudi Arabian Airlines opremljeni su s potpuno novom EFIS pilotskom kabinom s avioelektronikom sličnom onoj na Boeingu 717 a gornji kontrolni panel sličan je onom na MD-11 što je olakšalo preškolovanje pilota s jednog na drugi zrakoplov (kompanija u svojoj floti ima i MD-11). Narudžbe za MD-90 počele su pristizati nakon spajanja Boeinga i McDonnell Douglasa u 1997. godini ponajviše radi interne konkurencije s Boeingom 737. Delta Airlines je nakon ujedinjenja ovih kompanija otkazala svoju narudžbu za preostalih 19 MD-90 u korist Boeinga 737-800.
Ukupno 40 MD-90 (kasnije 20) su se po ugovoru trebali sklopiti u Šangaju u sklopu "Trunkliner programa", ali Boeingova odluka o gašenju proizvodnje MD-90 je rezultirala sa samo dva izgrađena kineska zrakoplova  .
Proizvodnja MD-90 u Long Beachu završila je u 2000. godini s posljednjim avionom dostavljenim  Saudi Arabian Airlinesu. Ovaj avion je ujedno i najmanje uspješni član DC-9 obitelji, s proizvedenih samoi 116 zrakoplova.  Glavni konkurenti MD-90 su Airbus A320 i Boeing 737-800.

### Inačice
- MD-90-30 je inačica s dva motora V2500 i EFIS pilotskom kabinom.
- MD-90-30IGW je inačica s povećanom maksimalnom težinom zrakoplova, samo jedan izgrađen.
- MD-90-30ER je inačica s povećanim doletom (Eng.:Extended Range), samo dva izgrađena.
- MD-90-30T "Trunkliner" inačica MD-90-30 koja je izrađivana u Šangaju u tamošnjoj kineskoj zrakoplovnoj industriji. Prvotno je planirana izrada 40 aviona[13] što je kasnije smanjeno na 20[14] a izgrađena su samo dva. Kako bi se zrakoplov prilagodio neprikladnim uzletno-sletnim stazama i povećala mu se nosivost u Trunklineru[15] su planirali modificirati podvozje s dodavanjem po dva para guma na glavnom podvozju. Ova modifikacija ipak nije korištena da dva izrađena zrakoplova.[16]  Alate i opremu Kinezi su iskoristili za izradu svog prvog mlaznog zrakoplova ACAC ARJ21.[17]

#### Usporedba
|                   | MD-90-30                                              | MD-90-30ER                                            |
| Putnici           | 153 (2 klase) 172 (1 klasa)                           | 153 (2 klase) 172 (1 klasa)                           |
| MTOW              | 70.760 kg                                             | 76.204 kg                                             |
| Dolet             | 3.860 km                                              | 4.023 km *4.424 km                                    |
| Brzina krstarenja | 0.76 Macha (811 km/h)                                 | 0.76 Macha (811 km/h)                                 |
| Dužina            | 46,5 m                                                | 46,5 m                                                |
| Raspon krila      | 32,87 m                                               | 32,87 m                                               |
| Visina            | 9,4 m                                                 | 9,4 m                                                 |
| Motori (2 x)      | IAE V2525-D5 111,21 kN Opcija: IAE V2528-D5 124,55 kN | IAE V2525-D5 111,21 kN Opcija: IAE V2528-D5 124,55 kN |

- S dodatnim spremnicima za gorivo.[18][19][20]

## Vanjske poveznice
- MD-80 - Boeing.com
- Povijest MD-80 i MD-90 - Boeing.com
- McDonnell Douglas MD-81/82/83/88 airliners.net
- flightglobal.com